# Église écossaise de Lausanne
L'église écossaise (The Scots Kirk) est une église presbytérienne, c'est-à-dire protestante, appartenant à l'Église d'Écosse. Elle se trouve à l'avenue de Rumine no 26, à Lausanne, dans le canton de Vaud. Les cultes y sont célébrés en anglais.

## Histoire
L'église écossaise de Lausanne était appelée anciennement Trinity Presbyterian Church ; elle est devenue St Andrew's Church, sans doute en 1933 lors d'un transfert de propriété, lorsqu'elle passa de la United Free Church of Scotland à la Church of Scotland issue de la réforme de 1560 menée par John Knox, un proche de Calvin.
À Lausanne, les toutes premières tentatives de former une congrégation presbytérienne remontent à 1866, mais font long-feu après deux ans. En 1874, Mrs Williamina Davidson invite à Lausanne, pour quelques services religieux en semaine, le révérend Amalric-Frédéric Buscarlet, pasteur de Naples, séjournant provisoirement à Montreux où il opère comme chapelain durant la saison touristique. Acceptant l'offre lausannoise, le rév. Buscarlet gagne rapidement en audience. Par conséquent, la communauté lausannoise demande au Comité continental de l’Église libre d’Écosse (Free Church of Scotland), le financement d'un poste ecclésiastique permanent. A. F. Buscarlet est nommé premier pasteur écossais à Lausanne en 1876. Les premiers cultes ont lieu tantôt au "Musée industriel", rue Chaucrau, tantôt à la chapelle de l’Église libre des Terreaux, puis très rapidement Buscarlet réunit les fonds nécessaires à une construction spécifique. Il charge l'un des plus célèbres architectes de l'époque, le Français Eugène Viollet-le-Duc, alors occupé à la restauration de la cathédrale de Lausanne, d'établir des plans pour une nouvelle église. Le chantier de construction lui-même est confié à Jules-Louis Verrey, architecte local très impliqué dans les constructions d'édifices religieux, notamment pour l’Église libre vaudoise. Le nouveau temple est formellement dédié à la gloire de Dieu le 12 avril 1877, bien qu'il ne soit alors pas encore tout à fait achevé. Le révérend Buscarlet reste à son poste jusqu'en 1907.
L'église, bâtie en 1876-1877, est complétée en 1879 d'un petit vestiaire au sud-est. Elle est restaurée en 1953, puis à nouveau en 1981-1982, alors sous la direction de l'architecte d'origine belge Marcel D. Mueller. Elle est inscrite à l'inventaire cantonal du patrimoine en 1974 et sur la liste fédérale de la Protection des Biens Culturels (cat. B) en 1995.
L'intérêt de l'édifice ne résulte pas seulement de sa forme architecturale asymétrique et de sa charpente élaborée, toutes deux inspirées des églises rurales d'Angleterre et d’Écosse, mais également du fait que son aménagement intérieur correspond encore largement à celui d'origine. Les bancs, la chaire axiale surélevée (accessible par deux escaliers convergents), la table de communion et les sièges des célébrants ont été réalisés d'après les dessins de Viollet-le-Duc.
Vitraux. Mur oriental: 1971, par le peintre verrier Bernard Viglino, Chavornay. - Mur nord : 1981, par Jean Prahin, Rivaz.
Orgue : 1974, par les facteurs  E. Armagni et J.-F. Mingot, Lausanne. L'instrument a été donné par Ian Reddihough, qui confectionna également les quatre grandes tapisseries  (1967-1975) ornant les murs de l'église.
La maison de paroisse, St Andrew's House a été bâtie en 1958-1962 selon les plans de l'architecte Marcel D. Mueller.
Les pasteurs de l’Église écossaise de Lausanne
- 1874-1910 Amalric-Frédéric Buscarlet, de Naples, puis dès 1907 à Pau, reste pasteur honoraire de Lausanne, jusqu'en 1910.
- 1907-1919 Alexander-M. Sutherland, de Leith (Écosse).
- 1919-1923 Hector Adam, chapelain de Montreux depuis 1908.
- 1923-1927 Norman Nicholson, de Castle Douglas.
- 1928-1937 John E. Oldham, de la paroisse d'Eaglesham, près de Glasgow.
- 1937-1947 Donald Campbell, précédemment à Buenos Aires et Cannes.
- 1947-1959 Kenneth Tyson, aumônier militaire durant la guerre, puis pasteur à Leicester.
- 1959-1968 Andrew Wylie, pasteur dans la Royal Navy, puis à Glasgow.
- 1968-1974 Ian W. Malcolm, pasteur au Moyen-Orient durant la guerre, puis dans le Lanarkshire et à Édimbourg.
- 1974-1980 Maurice Isherwood, officier de la Navy, banquier, puis pasteur à Chypre.
- 1980-1985 Hugh Kerr, pasteur à Tibériade, Israël.
- 1985-1994 Murray Stewart, YMCA Europe.
- 1994-2004 Douglas Murray, pasteur dans les paroisses de Glasgow, Leith, et Wishaw.
- 2004-2008 Melvyn Wood, pasteur à Cullen (Écosse) et Deskford.
- 2008-2010 Interim.
- 2010-mai 2018 Ian McDonald, aumônier hospitalier à Kirkcaldy (Ecosse).
- 2018- Interim.
- 2019- Gillean Maclean

## Sources
- Fonds : The Scots Kirk, Lausanne / Église écossaise de Lausanne (1870-2010) [3 ml: 213 plans, 5 livres, 7 cahiers, 13 registres, 144 enveloppes, 1 feuillet, 1 feuille, 1 cassette audio]. Collection : Archives privées; Cote : PP 540. Archives cantonales vaudoises (présentation en ligne).